# Axinidris

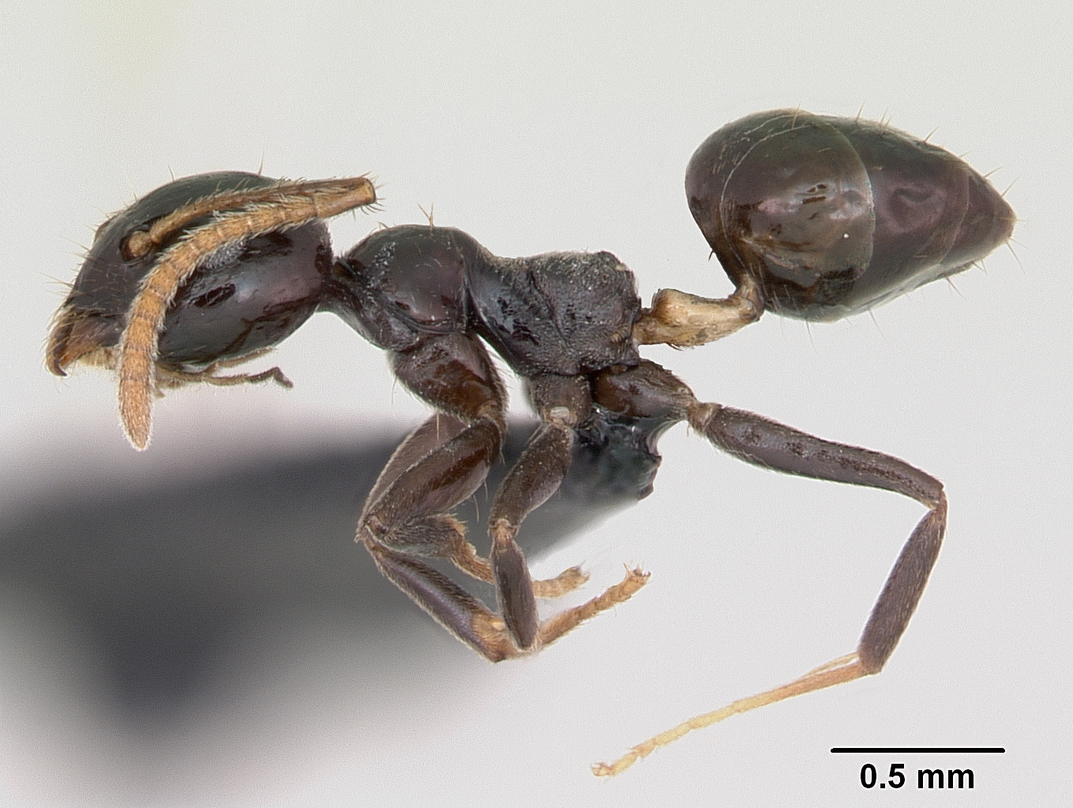
Рабочий муравей Axinidris murielae, вид сбоку

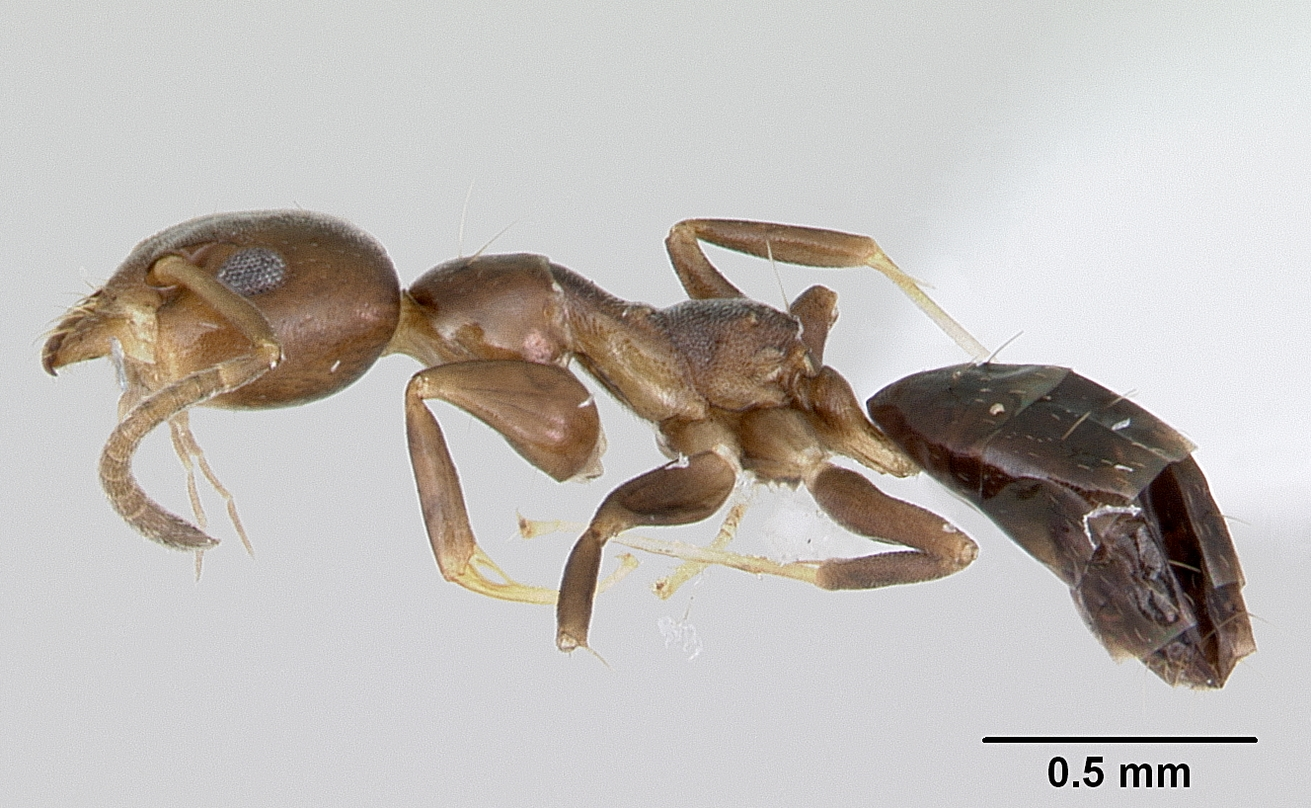
Рабочий муравейAxinidris bidens, вид сбоку

Axinidris (лат.) — род муравьёв подсемейства долиходерины (Dolichoderinae, Tapinomini). Афротропика (от Судана до ЮАР). Более 20 видов
.

## Описание
Мелкие земляные муравьи, как правило, коричневого цвета (от жёлтого до буровато-чёрного). Усики самок и рабочих 12-члениковые (у самцов антенны состоят из 13 сегментов). Жвалы рабочих с 7-12 зубцами. Нижнечелюстные щупики 6-члениковые, нижнегубные щупики состоят из 4 сегментов. Голени средних и задних ног с одной апикальной шпорой.
Стебелёк между грудкой и брюшком состоит из одного сегмента (петиоль). Иногда выделяют в отдельную трибу Axinidrini
.

### Строение головы

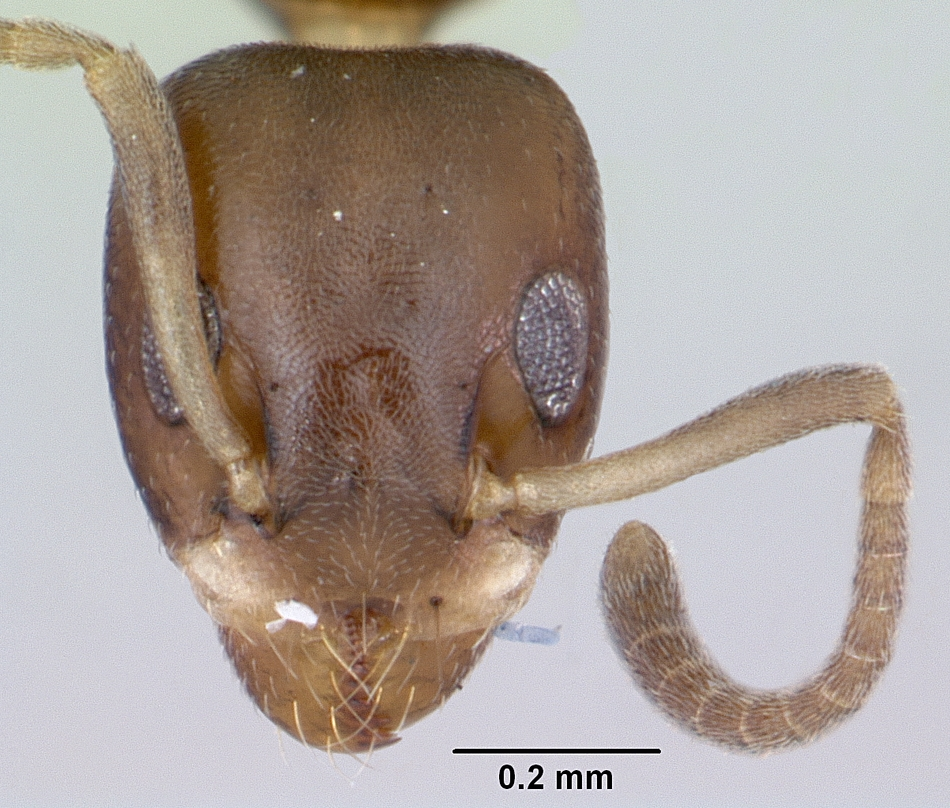
Axinidris bidens
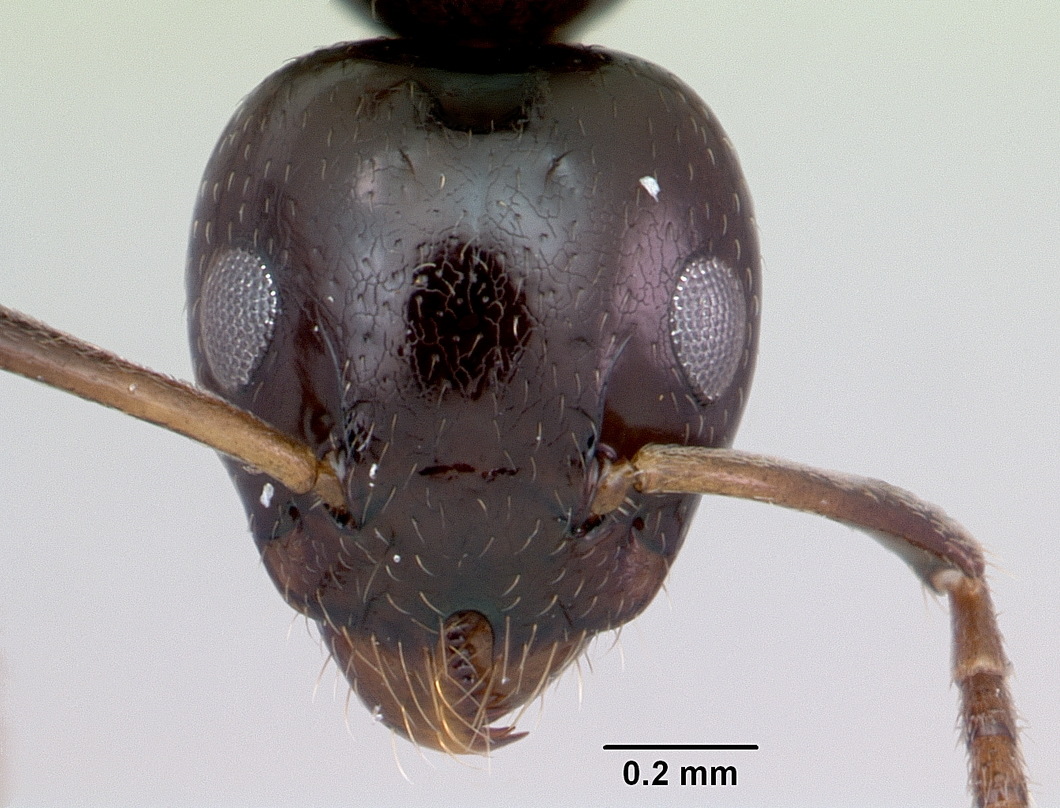
Axinidris gabonica
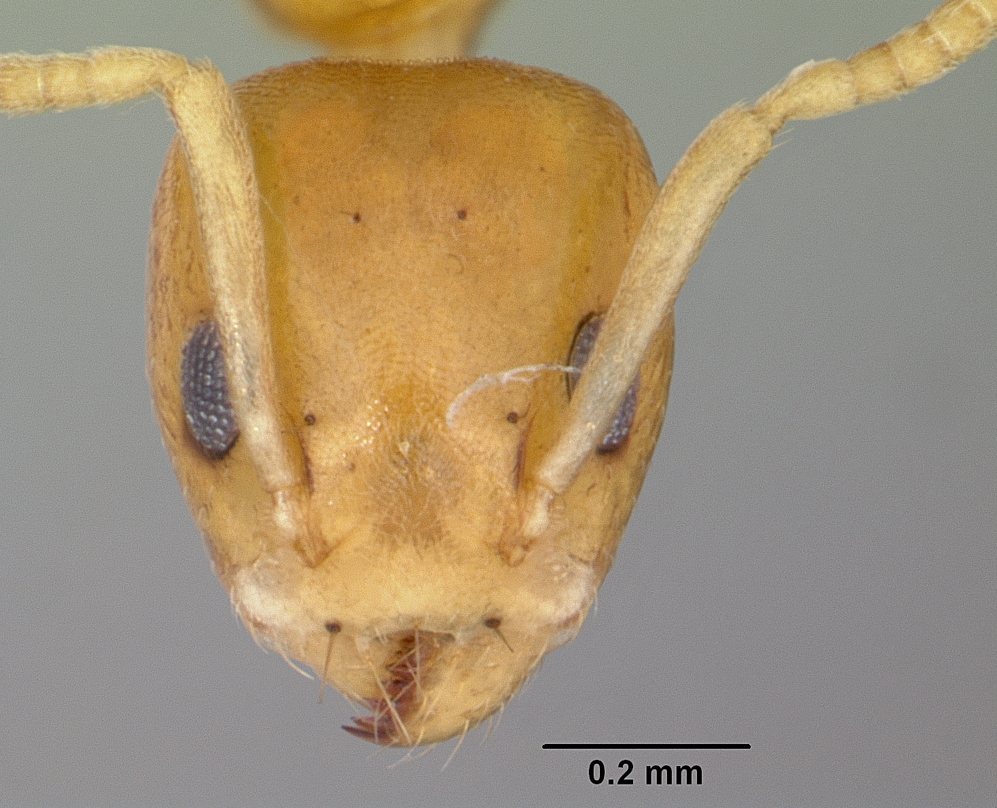
Axinidris hypoclinoides
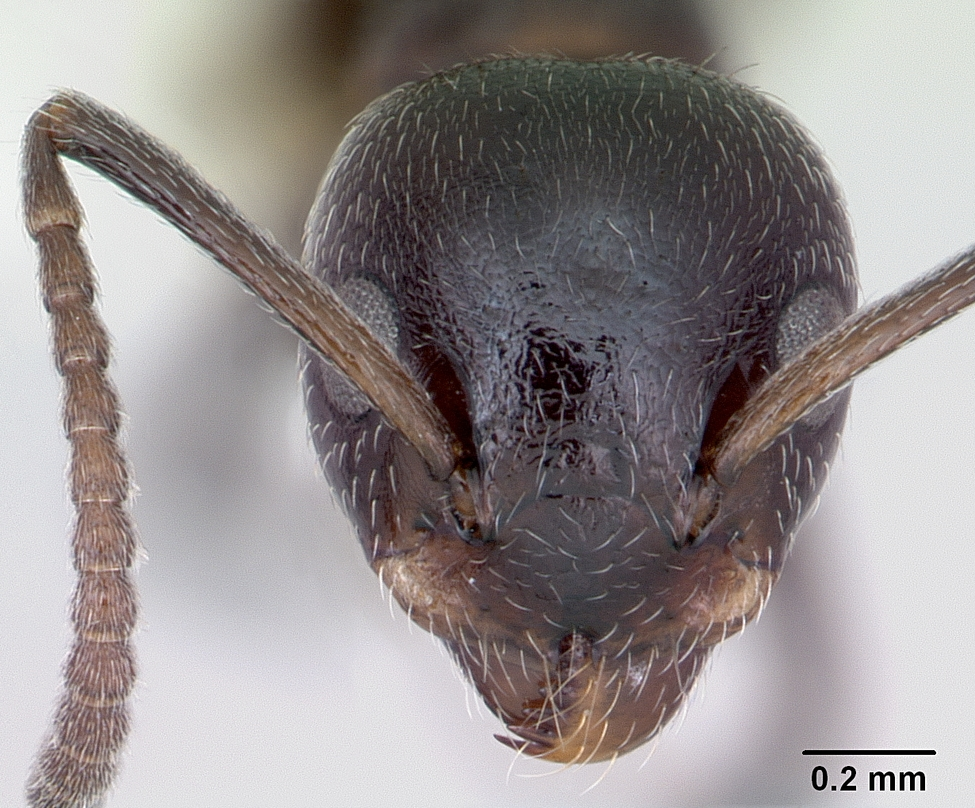
Axinidris lignicola
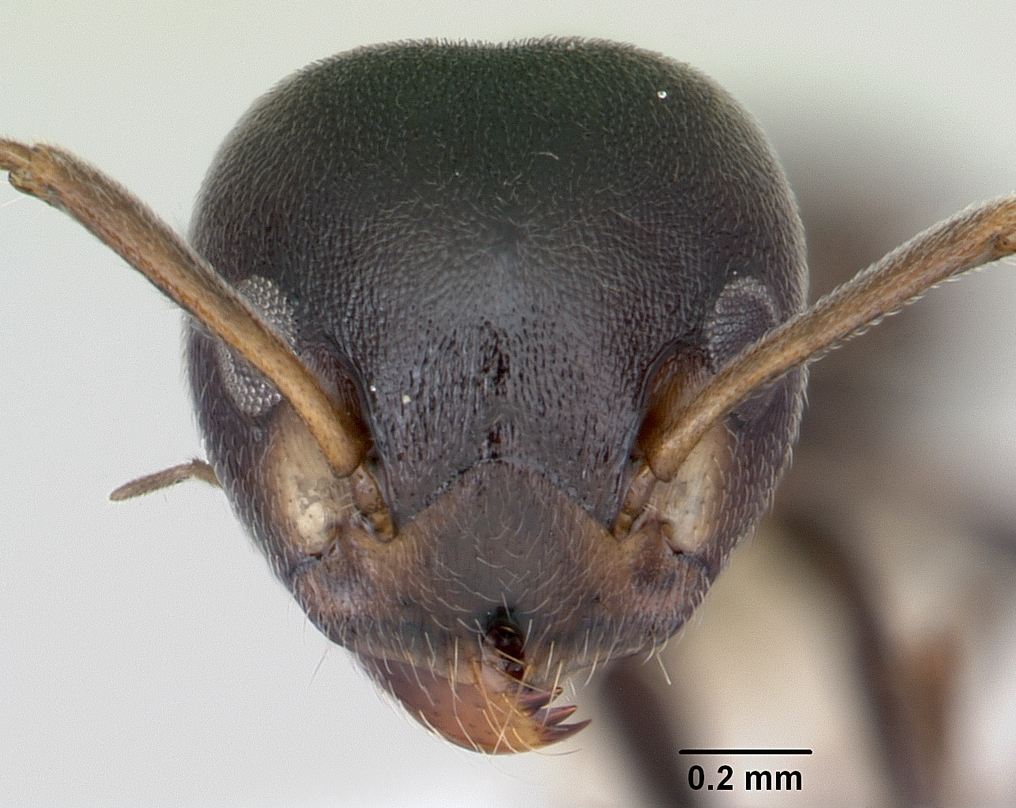
Axinidris luhya
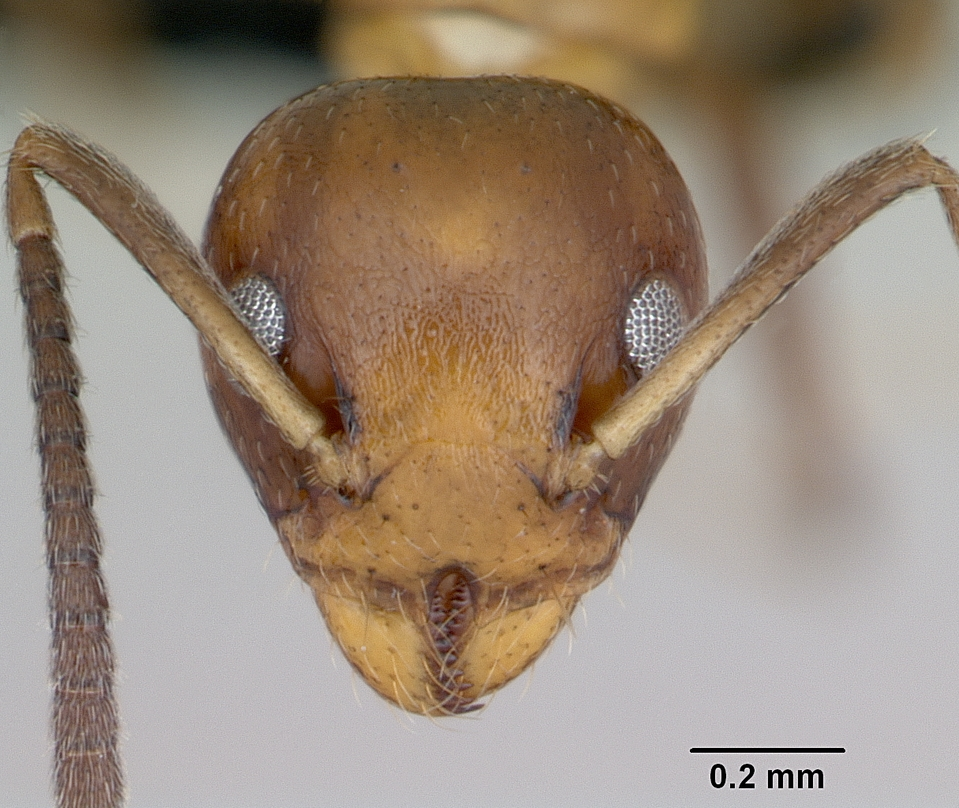
Axinidris mlalu

## Систематика
Более 20 видов, первый из которых был описан только в 1941 году.
- Axinidris acholli
- Axinidris bidens
- Axinidris denticulata
- Axinidris gabonica
- Axinidris ghanensis
- Axinidris hylekoites
- Axinidris hypoclinoides
- Axinidris icipe
- Axinidris kakamegensis
- Axinidris kinoin
- Axinidris lignicola
- Axinidris luhya
- Axinidris mlalu
- Axinidris murielae
- Axinidris namib
- Axinidris nigripes
- Axinidris occidentalis
- Axinidris okekai
- Axinidris palligastrion
- Axinidris stageri
- Axinidris tridens